# Bonab
Bonab o Benab (farsi بناب ; azero Binab) è il capoluogo dello shahrestān di Bonab nell'Azerbaigian Orientale. Si trova a est del lago di Urmia.
È una città con un'area di 840 chilometri quadrati nel nord-ovest dell'Iran, situata 120 chilometri a sud di Tabriz (centro della provincia dell'Azerbaigian Orientale) e 600 chilometri da Teheran. Bonab è un importante crocevia, fin dall'antichità zona di passaggio di carovane e mercanti, collegando tra loro Tabriz, Maragheh, Malekan e il lago d'Urmia rispettivamente a Nord, ad Est, a Sud e ad Ovest. In tutti questi anni la città ha mantenuto la sua posizione strategica nella regione nord-occidentale iraniana e ha ulteriormente esteso la sua importanza anche grazie all'evoluzione delle infrastrutture stradali, aeroportuali e ferroviarie.

## Geografia naturale
Bonab è una pianura che si estende dalle pendici occidentali del Monte Sahand alle sponde orientali del lago Urmia, con un'altezza media di 1.290 metri sul livello del mare. Il clima è montuoso. La superficie pianeggiante dell'area urbana ha offerto un'opportunità perfetta per il ciclismo. La maggior parte delle persone in questa città utilizza la bici per il trasporto e in alcuni casi per il trasferimento. Così, questa città è conosciuta come la città della bicicletta dell'Iran (città della bici).
Secondo le ultime statistiche, circa 139000 persone vivono in questa città e circa il 40% della popolazione vive nelle aree suburbane e nei villaggi circostanti.
La lingua parlata è l'azero e la religione è l'islam sciita.

## Storia
Per quanto riguarda i ritrovamenti archeologici (come antiche terrecotte e piatti di metallo) e i monumenti di Qara-Tappe di Gazavosht, Qizlar Qalasi, Sitchan Tapassi, Poss Tapassi, l'architettura rupestre di Savar e le grotte preistoriche come Qoyunlar e Tchakhmakhlar, gli archeologi ritengono che questa città abbia 6000 anni di storia. Tuttavia, la magnificenza nell'arte e nell'architettura di Bonab si sviluppa dal XVI secolo (epoca Safavide).

## Attrazioni turistiche
Ci sono oltre 150 monumenti storici ,anche molto antichi in questa città, di cui 65 sono stati registrati nel "Patrimonio culturale, artigianato e turismo iraniano", tra cui i villaggi Savar e Totakhane, il museo Safavide, il museo di antropologia, le zone turistiche Dosh e Qara-Qoshon, la moschea di Mehrabad e Meidan , i bagni Mehrabad e Haj FathAllah.

## Scienza e Industria
Bonab è una città industriale, dotata di numerose fabbriche, zone industriali grandi e piccole, centrali elettriche, acciaierie e diverse officine.
La presenza di centri di ricerca e di numerose università (Bonab, Azad, Elmi Karbordi, Payam-e Nur, Hawze elmiyya) ha contribuito allo sviluppo dell'industria e dell'artigianato.

## Kabab Bonab
Oltre che per le biciclette, questa città é famosa per il suo kabab in molte città dell'Iran e del mondo
Nel 2015 questo piatto è stato registrato a nome della città di Bonab, e per questo ogni anno si celebra il “Festival nazionale del Kabab Bonab”